# Hydrodynamický mechanismus
Hydrodynamický mechanismus je hydrodynamické zařízení sloužící mimo jiné k přenosu kroutícího momentu; příkladem takového zařízení je čerpadlo.

## Teorie
Mechanická energie přivedená k čerpadlu se v jeho oběžném kole mění na kinetickou energii kapaliny. Po převodu části kinetické energie na tlakovou opouští kapalina čerpadlo a je vedena potrubím k turbíně. Po průchodu rozváděcími lopatkami, kde dochází k přeměně tlakové energie na energii kinetickou, odevzdává kapalina svoji energii v kole turbíny. Mechanická energie se převádí na hřídel turbínového kola.
Přenášený výkon se nedá přesně vyjádřit, a proto je užívána úměra
{\displaystyle P\ \sim \ \rho \ .\ D^{5}\ .\ \omega ^{3}}
Vyšší úhlová rychlost umožní při stejném přenášeném výkonu zmenšit rozměry čerpadla i turbíny, což je třeba uvážit při rozhodování o umístění hydrodynamického mechanismu. Z hlediska přenášeného výkonu je výhodné použít kapaliny s větší hustotou. Přesto se zpravidla používají oleje, jejichž hustota je poměrně malá, neboť mají jiné vhodné vlastnosti (mastící, antikorozní, nevypařují se). 
Klasické uspořádání vyžaduje několikanásobnou přeměnu energie, což se nepříznivě projevuje v celkové účinnosti a brání širšímu využití. S výrazně lepší účinností pracují hydrodynamické spojky a měniče, které z uvedeného principu vycházejí, ale mezi čerpadlem a turbínou je bezprostřední vazba.
Hydrodynamické mechanismy použité v pohonech strojů umožňují automatické přizpůsobování otáček zátěži, tlumí rázy a torzní kmitání, jistí proti přetížení a mají řadu dalších výhod.